# 圣普朗谢 (孚日省)
圣普朗谢（法語：Saint-Prancher，法語發音：[sɛ̃ plɑ̃ʃe] ⓘ）是法国大東部大區孚日省的一个市镇，属于讷沙托区。

## 地理
圣普朗谢（48°20'41"N, 5°57'26"E）面积4.41 平方千米，位于法国大東部大區孚日省，该省份为法国东北部内陆省份，北起默兹省和默尔特-摩泽尔省，西接上马恩省，南至上索恩省和贝尔福地区省，东临上莱茵省和下莱茵省。
与圣普朗谢接壤的市镇（或旧市镇、城区）包括：阿邦库尔、比耶库尔、弗赖讷河畔多马坦、马孔库尔、托坦维尔。

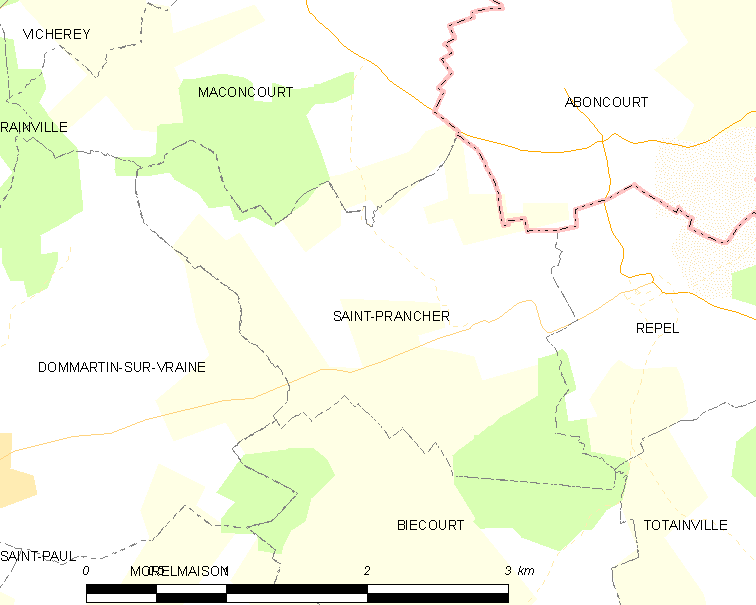
的OSM定位图

圣普朗谢的时区为UTC+01:00、UTC+02:00（夏令时）。

## 行政
圣普朗谢的邮政编码为88500，INSEE市镇编码为88433。

## 政治
圣普朗谢所属的省级选区为米尔库尔县。

## 人口

1962-2008年间人口变化图示

圣普朗谢于2022年1月1日时的人口数量为67人。